# São Luís de Montes Belos
São Luís de Montes Belos est une municipalité brésilienne de l'État de Goiás et la microrégion d'Anicuns.